# Дрита (футбольный клуб, Гнилане)
«Дрита» (алб. Drita) — косовский футбольный клуб из города Гнилане. Выступает в косовской Суперлиге, главной по уровню в системе футбольных лиг Косова. Домашние матчи команда проводит на Городском стадионе Гнилане, вмещающем около 10 000 зрителей.

## История
Дрита была основана как «SHKA „Drita“» в 1947 году с секциями драмы, песни, танцев и футбола. Позднее ФК «Дрита» отделилась от SHKA «Drita» и действовало самостоятельно. «Дрита» была основана гильдиями, каменщиками и пенсионерами города Гнилане. Первые игроки клуба не получали зарплату и играли исключительно за еду.
В югославский период клуб испытывал давление со стороны властей из-за албанского названия и однородности состава. В 1952 году клуб был расформирован. Бывшие игроки Дриты перешли в гниланскую Црвена Звезду. Но несмотря на это игроки-основатели и их потомки не забывали о Дрите. Так, в 1960-х годах гниланские студенты в Белграде организовали турнир с названием «Дрита», объединявших бывших игроков и фанатов клуба. В 1977 году югославские власти запретили называть какие либо команды и турниры с названием «Дрита». Но несмотря на это Демуш Паязити-Кляики восстановил клуб с названием «Дрита».
В 1978—1987 годах «Дрита» играла во Второй лиге Косова. В 1987 году «Дрита» впервые вышла в Первую лигу.
После 1990-х годов менеджером клуба стал Селями Османи-Бези, достигший с клубом в течение 15 лет больших достижений. Под его руководством клуб становился чемпионом и обладателем Кубка Косова. Кроме этого, клуб в косовской Суперлиге не опускался ниже третьего места.

## Рекорды
- Дрита — единственный клуб из Косова, не проигравший в течение одного сезона в чемпионате, сформированном после войны. Осенью сезона 2002/03 клуб не проиграла дома и в гостях.
- Дрита — первый клуб в Суперлиге, принесший африканского легионера. Для Дриты этот кенийский игрок по имени Тьеллен Огута стал первым игравшим в клубе не албанским футболистом после войны.
- Дрита — единственный клуб в Суперлиге, не отпускавшийся ниже третьего место в течение четырёх сезонов.
- Дерби против Гнилане на Городском стадионе Приштины собрал более 30,000 болельщиков, несмотря на послевоенную экономическую и социальную ситуацию.
- Дрита является первым клубом из Косова, выпустившим игрока национальной сборной Югославии албанского происхождения — Якупа Беришу.

## Гниланское дерби
До создания клуба Гиляни в 1995 году, ФК «Дрита» являлось единственным клубом в городе Гнилане. Первый матч между клубами произошёл в 1999 году, где «Дрита» в гостях разгромила «Гиляни» со счётом 3-0. На данное время дерби насчитывает 24 матча.
| «Дрита»  | 7  | 1 | 0 | 8  |
| Ничья    | 5  | 1 | 1 | 7  |
| «Гиляни» | 8  | 1 | 0 | 9  |
| Голы     |    |   |   |    |
| «Дрита»  | 20 | 2 | 1 | 23 |
| «Гиляни» | 24 | 4 | 1 | 29 |

## Достижения
- Чемпион Косово (2): 2017/18, 2019/20
- Обладатель Кубка Косова (1): 2000/01
- Финалист Кубка Косова (1): 2015/16
- Обладатель Суперкубка Косова (1): 2002/03

## Выступления в еврокубках
| Сезон   | Турнир                | Раунд                         | Соперник          | Дома      | В гостях  | Общий счёт |  |
| ------- | --------------------- | ----------------------------- | ----------------- | --------- | --------- | ---------- |  |
| 2018/19 | Лига чемпионов УЕФА   | Первый предварительный раунд  | Санта-Колома      | 2:0 д.в.1 | 2:0 д.в.1 | 2:0 д.в.1  |  |
| 2018/19 | Лига чемпионов УЕФА   | Второй предварительный раунд  | Линкольн Ред Импс | 4:1 д.в.1 | 4:1 д.в.1 | 4:1 д.в.1  |  |
| 2018/19 | Лига чемпионов УЕФА   | Первый квалификационный раунд | Мальмё            | 0:3       | 0:2       | 0:5        |  |
| 2018/19 | Лига Европы УЕФА      | Второй квалификационный раунд | Ф91 Дюделанж      | 1:1       | 1:2       | 2:3        |  |
| 2020/21 | Лига чемпионов УЕФА   | Первый предварительный раунд  | Интер Эскальдес   | 2:11      | 2:11      | 2:11       |  |
| 2020/21 | Лига чемпионов УЕФА   | Второй предварительный раунд  | Линфилд           | 0:31      | 0:31      | 0:31       |  |
| 2020/21 | Лига Европы УЕФА      | Второй квалификационный раунд | Силекс            | -         | 2:0       | 2:0        |  |
| 2020/21 | Лига Европы УЕФА      | Третий квалификационный раунд | Легия Варшава     | -         | 0:2       | 0:2        |  |
| 2021/22 | Лига конференций УЕФА | Первый квалификационный раунд | Дечич             | 2:1       | 1:0       | 3:1        |  |

Примечание
 ↑  По регламенту противостояния на 1-м и 2-м предварительном раундах сезона-2018/19 Лиги чемпионов состоят из одного матча.

## Основной состав
Примечание: Флаги указываются, так как игрок может иметь более одного гражданства по правилам ФИФА.
| №  |                         | Позиция | Игрок             |
| -- | ----------------------- | ------- | ----------------- |
| 1  | Республика Косово       | Вр      | Артан Латифи      |
| 3  | Албания                 | Защ     | Албан Тусуни      |
| 5  | Республика Косово       | Защ     | Блерти Рашити     |
| 6  | Албания                 | ПЗ      | Хасип Хайдари     |
| 12 | Республика Косово       | Вр      | Мухамет Хуруглица |
| 16 | Республика Косово       | Нап     | Флёрим Бериша     |
| 19 | Республика Косово       | ПЗ      | Албан Реджепи     |
| 21 | Албания                 | ПЗ      | Альмедин Мурати   |
| 23 | Республика Косово       | Защ     | Таулянт Халити    |
| 27 | Республика Косово       | ПЗ      | Эрблир Авдиу      |
|    | Флаг Северной Македонии | Защ     | Мартин Блажевски  |
|    | Республика Косово       | Вр      | Дорарт Рамадани   |

| № |                   | Позиция | Игрок            |
| - | ----------------- | ------- | ---------------- |
|   | Республика Косово | Вр      | Ляурит Бехлюли   |
|   | Республика Косово | Защ     | Виктор Кука      |
|   | Республика Косово | Защ     | Флёрент Бюкьмети |
|   | Республика Косово | ПЗ      | Албан Драгуша    |
|   | Республика Косово | ПЗ      | Арлинд Шакири    |
|   | Республика Косово | ПЗ      | Арбнор Рамадани  |
|   | Республика Косово | ПЗ      | Висар Сермаджай  |
|   | Республика Косово | ПЗ      | Дурим Баджуку    |
|   | Республика Косово | ПЗ      | Эди Шкири        |
|   | Республика Косово | Нап     | Албан Маврики    |
|   | Республика Косово | Нап     | Семир Зенели     |
|   | Республика Косово |         | Тони Салиху      |